# Irak i olympiska sommarspelen 1968
Irak deltog i de olympiska sommarspelen 1968 med en trupp bestående av 3 deltagare. Ingen av landets deltagare erövrade någon medalj.